# Good Bye, Lenin!
Good Bye, Lenin! (Vĩnh biệt, Lenin!) là một bộ phim bi hài của đạo diễn Wolfgang Becker, khai thác đề tài sự kiện Bức tường Berlin sụp đổ, ra mắt lần đầu năm 2004.

## Nội dung
Bà Christiane là một phụ nữ sống tại Đông Đức. Vì căm thù người chồng đã bỏ mẹ con bà chạy trốn sang Tây Đức mà bà trở nên nhiệt thành ủng hộ chế độ và Đảng Công nhân Xã hội Thống nhất Đức (Đảng Cộng Sản Đông Đức).
Một ngày nọ, khi bà Christiane nhìn thấy Alex con trai bà tham gia biểu tình chống chế độ và bị công an bắt thì bà bị một cơn đột quỵ và đi vào hôn mê. Trong thời gian đó chế độ Cộng sản tại Đông Đức sụp đổ và đất nước chuyển thành tư bản chủ nghĩa. Tám tháng sau bà tỉnh dậy nhưng vẫn còn rất yếu về thể chất cũng như tinh thần và các bác sĩ cho biết một cú sốc khác sẽ làm bà đi vào hôn mê lần thứ hai và có thể sẽ chết luôn.
Alex vì không muốn mẹ bị một cơn đau tim khác nên dàn dựng lại khung cảnh Đông Đức cũ trong nhà. Anh cho phát lại những chương trình vô tuyến tuyên truyền về tính ưu việt của chủ nghĩa Xã hội cho mẹ xem và đã buộc mẹ tin tưởng trong một thời gian.
Nhưng dần dần bà Christiane hồi sức lại. Bà tự đi ra ngoài những lúc Alex còn ngủ. Bà không còn thấy những bức chân dung to lớn và những bức tượng Lenin vĩ đại ở khắp nơi nữa. Trái lại bà chỉ thấy tấm biển hiệu Coca Cola to đùng treo trước chung cư và khắp nơi toàn là quảng cáo hàng tiêu dùng của khối tư bản. Bà kinh ngạc vì thấy những món đồ gia dụng mà trước đây mọi người chung quanh bà đều coi như báu vật bị vất lăn lóc tại những bãi rác. Bà ngỡ ngàng không hiểu tại sao mà bỗng dưng mọi người đều trở nên giàu có sung túc nhanh như thế.
Cuối cùng thì bà Christiane cũng qua đời. Alex đưa mẹ đi hỏa thiêu. Anh đặt tro cốt của mẹ vào trong một hỏa tiễn đồ chơi và bắn lên trời.

## Diễn viên
- Daniel Brühl... Alexander "Alex" Kerner
- Katrin Saß... Christiane Kerner
- Chulpan Khamatova... Lara
- Maria Simon... Ariane Kerner
- Florian Lukas... Denis Domaschke
- Alexander Beyer... Rainer
- Burghart Klaußner... Robert Kerner
- Michael Gwisdek... Klapprath
- Christine Schorn... Frau Schäfer
- Jürgen Holtz... Herr Ganske
- Jochen Stern... Herr Mehlert
- Ernst-Georg Schwill... tài xế taxi
- Stefan Walz... tài xế taxi, Sigmund Jähn
- Eberhard Kirchberg... bác sĩ Wagner
- Hans-Uwe Bauer... bác sĩ Mewes
- Nico Ledermüller... Alexander "Alex" Kerner (năm 11 tuổi)

## Nhạc phim
Nhạc phim được soạn bởi Yann Tiersen, ngoại trừ bài "Summer 78" mà được hát bởi Claire Pichet.

Nhiều bản nhạc nổi tiếng của thời đại DDR (Đông Đức) cũng được chơi. 2 đứa trẻ thuộc hội đoàn Ernst Thälmann Pioneer Organisation, hát bản Unsere Heimat (Quê hương chúng tôi). Những người bạn của Christiane (sống tron cùng tòa nhà) hát tiếp theo với bản Bau Auf! Bau Auf!, một bài phổ thông của Đoàn thiếu niên tự do Đức (Free German Youth). Thêm nữa là bản quốc ca của Đông Đức Auferstanden aus Ruinen.

## Đánh giá
Bộ phim nhận được khá nhiều những đánh giá tích cực, tỷ lệ 90% trên Rotten Tomatoes.[2] Empire
chấm bộ phim được 4/5 sao với nhận định "Một ý tưởng đơn giản tài tình, hài hước, cảm động và khiến bạn phải suy ngẫm"[3]

## Giải thưởng và đề cử
BAFTA Awards (Giải thưởng BAFTA)
- Phim tiếng nước ngoài hay nhất (được đề cử - In This World được giải)

César Award (Giải thưởng César)
- César Award cho phim hay nhất của châu Âu (đoạt giải)

European Film Awards (Giải thưởng điện ảnh châu Âu)
- Nam diễn viên chính xuất sắc (Brühl, đoạt giải)
- Nữ diễn viên chính xuất sắc (Saß, được đề cử – Charlotte Rampling trong phim Swimming Pool được giải)
- Đạo diễn xuất sắc nhất (Becker, được đề cử – Lars von Trier của phim Dogville được giải)
- Phim xuất sắc nhất (đoạt giải)
- Biên kịch xuất sắc nhất (Lichtenberg, đoạt giải)

German Film Awards (Giải thưởng điện ảnh Đức)
- Nam diễn viên xuất sắc (Brühl, đoạt giải)
- Nữ diễn viên xuất sắc (Saß, được đề cử – Hannelore Elsner của phim Mein letzter Film đoạt giải)
- Đạo diễn xuất sắc (Becker, đoạt giải)
- Kịch bản xuất sắc (Lichtenberg,đoạt giải)
- Biên tập xuất sắc (Adam, đoạt giải)
- Phim xuất sắc (đoạt giải)
- Âm nhạc xuất sắc (Tiersen, đoạt giải)
- Thiết kế sản xuất xuất sắc (Holler, đoạt giải)
- Nam diễn viên phụ xuất sắc (Lukas, đoạt giải)
- Nữ diễn viên phụ xuất sắc (Simon, được đề cử – Corinna Harfouch của phim Bibi Blocksberg đoạt giải)

Golden Globe Awards (Giải thưởng Quả cầu vàng)
- Phim tiếng nước ngoài xuất sắc nhất (được đề cử – Osama được giải)

Goya Awards (Giải thưởng Goya)
- Phim châu Âu xuất sắc nhất (Becker, đoạt giải)

London Film Critics' Circle
- Phim tiếng nước ngoài xuất sắc nhất (đoạt giải)

Empire magazine's "The 100 Best Films Of World Cinema" in 2010 (Danh sách 100 phim hay nhất của màn ảnh thế giới năm 2010, do tạp chí Empire chọn)
- Xếp vị trí thứ #91[4]